# شوارز جروب

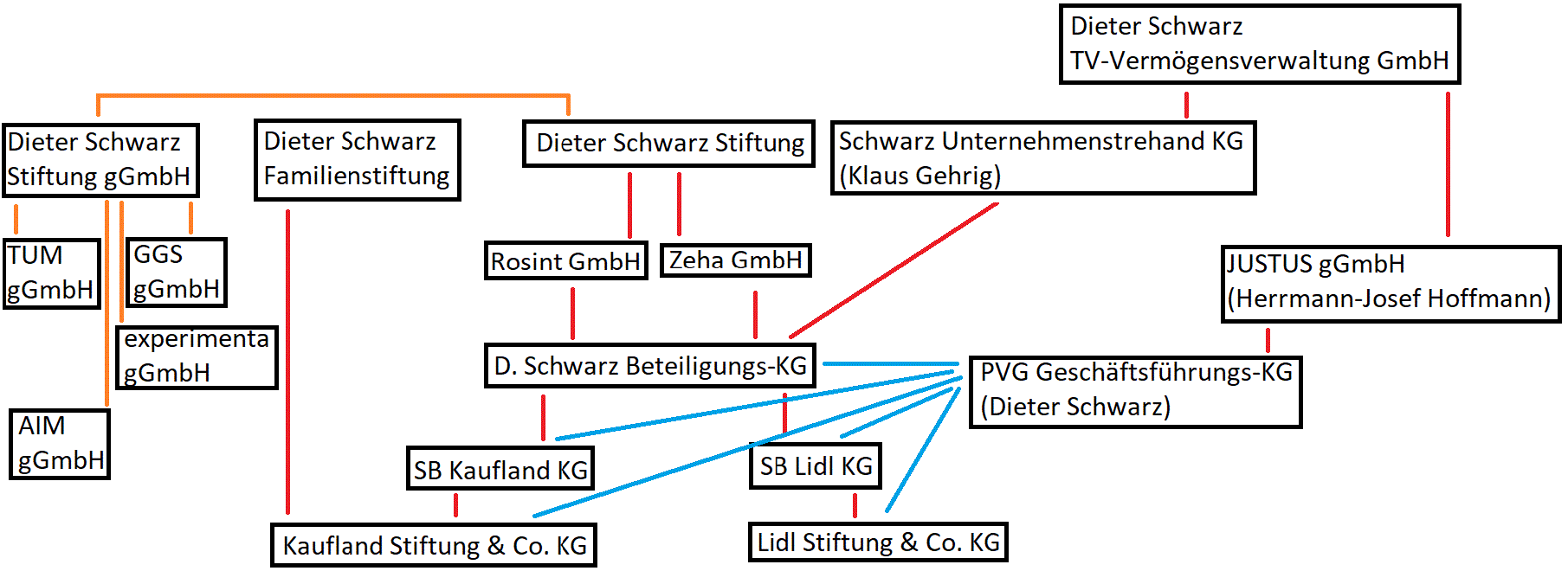
الأسهم داخل مجموعة شوارتز

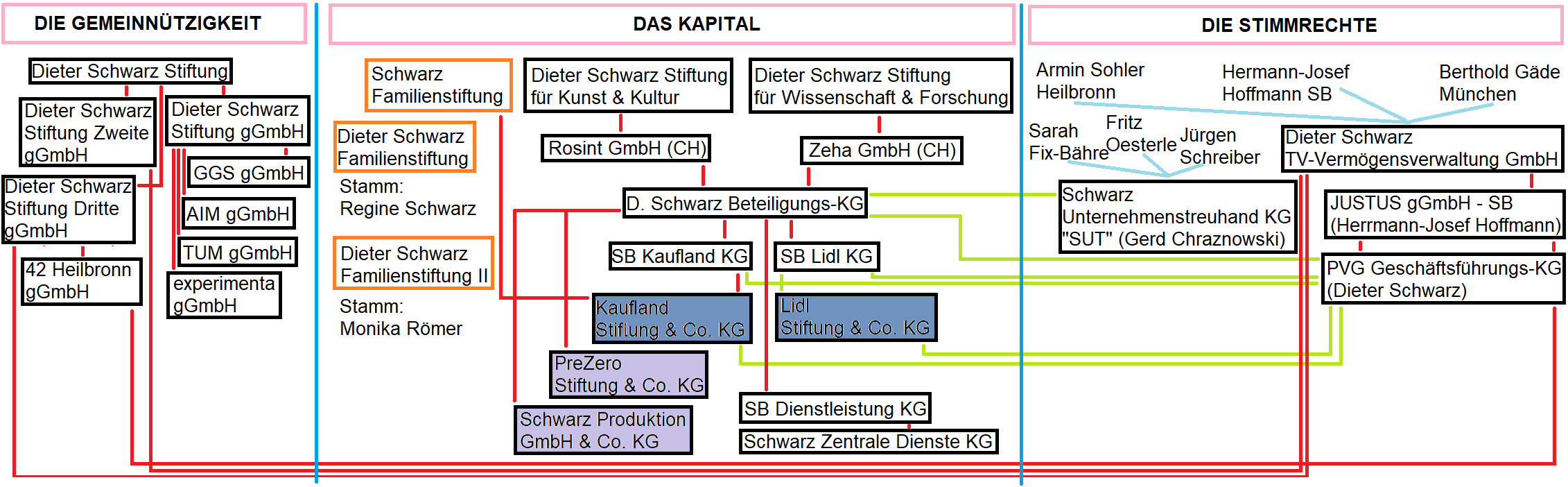
2021

شوارز جروب أو مجموعة شوارتز هي مجموعة بيع بالتجزئة متعددة الجنسيات مملوكة بشكل عائليًا تدير متاجر بقالة تحت العلامتين التجاريتين ليدل و كوفلاند . وهي أكبر متاجر التجزئة الأوروبية  ورابع أكبر متاجر التجزئة في العالم من حيث الإيرادات.  تبيع متاجر مجموعة شوارز في الغالب علامات تجارية خاصة وتدير مجموعة شوارتز أيضًا مرافق الإنتاج الخاصة بها لسلع الخبز والمشروبات الغازية والآيس كريم . يقع مقر بيع سلسلة المواد الغذائية بالتجزئة شوارز جروب في نيكارسولم ، ألمانيا.